# Albert Aftalion
Albert Aftalion (* 21. Oktober 1874 in Russe, Bulgarien; † 6. Dezember 1956 in Genf, Schweiz) war ein französischer Wirtschaftswissenschaftler und Konjunkturtheoretiker.
Albert Aftalion lehrte ab 1906 Politische Ökonomie an der Universität Lille, ab 1923 war er Professor an der Universität von Paris. Neben Arthur Spiethoff wies er als einer der ersten auf das Akzelerator-Prinzip hin.